# Bevrijdingsfestival

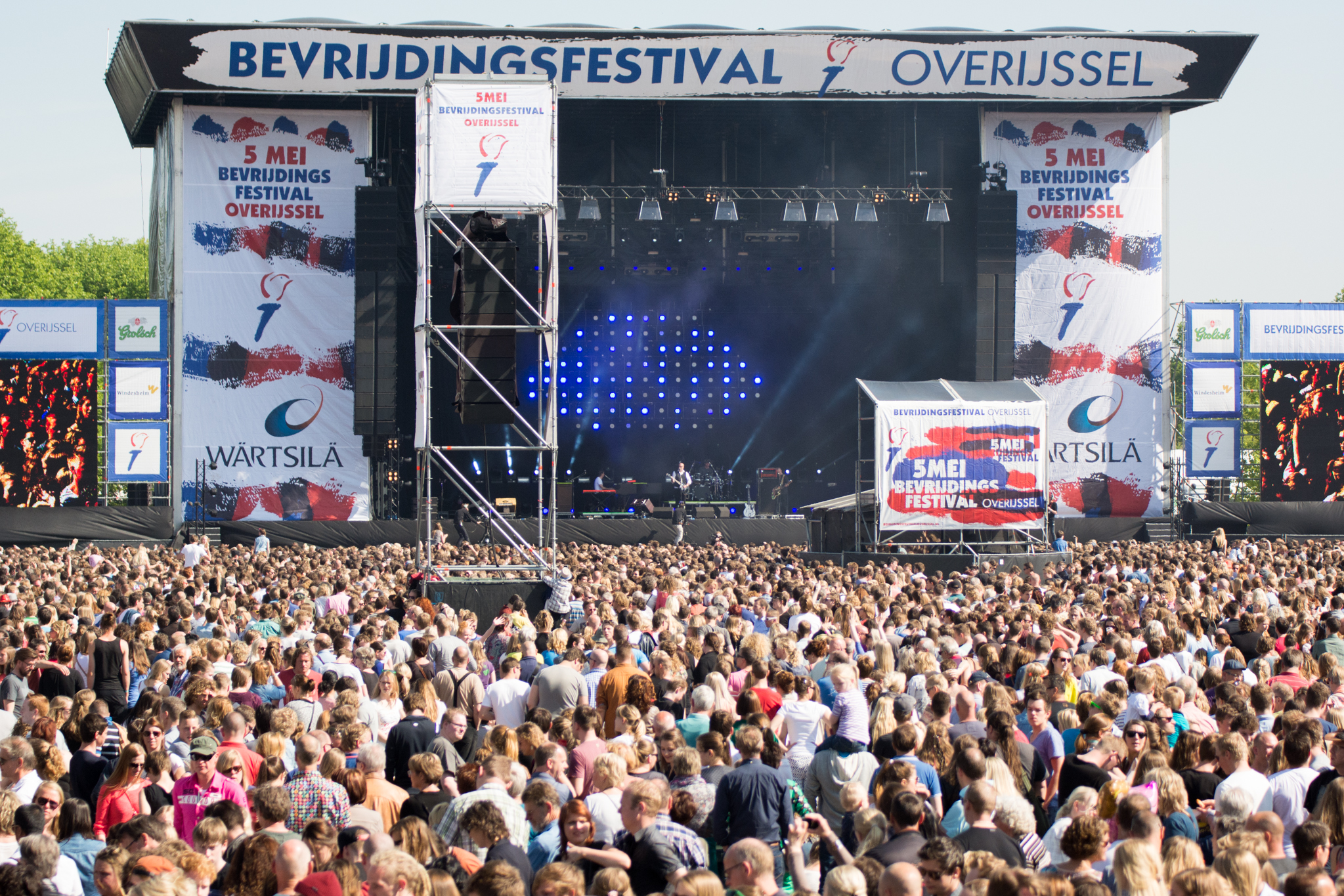
Bevrijdingsfestival Overijssel, Zwolle, 2014

Het Bevrijdingsfestival is een evenement dat jaarlijks op 5 mei (Bevrijdingsdag) gehouden wordt op diverse locaties in Nederland. De festivals worden georganiseerd om de bevrijding van Nederland in 1944-45 in de herinnering te houden. Samen vormen de festivals het grootste muziekevenement van Nederland. Meer dan 200 artiesten treden op op 40 podia en honderdduizenden bezoekers wonen de bijeenkomsten bij. De toegang tot de festivals is kosteloos. De festiviteiten worden georganiseerd onder auspiciën van en deels betaald door het Nationaal Comité 4 en 5 mei.
Op de Bevrijdingsfestivals draait het niet alleen om muziek. Er zijn ambassadeurs van de vrijheid, jaarlijks wisselende artiesten, die met een helikopter langs de festivals gevoerd worden om aandacht te vragen voor onvrijheid, mensenrechten en oorlog elders in de wereld. Op de festivals zijn organisaties die zich inzetten voor deze onderwerpen zoals Amnesty International, Cordaid, VluchtelingenWerk Nederland en War Child aanwezig. Ook worden debatten gehouden over vrijheid.
Vanaf 1994 vinden deze festivals in alle provincies plaats.

## Plaatsen
Hier volgt een overzicht van de 14 gehouden Bevrijdingsfestivals, inclusief het jaar van ontstaan en het aantal bezoekers.
| Provincie     | Plaats           | Sinds | Bezoekers      |
| ------------- | ---------------- | ----- | -------------- |
| Noord-Holland | Amsterdam        | 1980  | 22.000 (2014)  |
| Drenthe       | Assen            | 1994  | 28.000 (2015)  |
| Flevoland     | Almere           | 1993  | 70.000 (2018)  |
| Friesland     | Leeuwarden       | 1992  | 100.000 (2018) |
| Gelderland    | Wageningen       | 1980  | 130.000 (2016) |
| Groningen     | Groningen        | 1991  | 135.000 (2018) |
| Limburg       | Roermond         | 1991  | 35.000 (2015)  |
| Noord-Brabant | 's-Hertogenbosch | 1990  | 22.000 (2014)  |
| Noord-Holland | Haarlem          | 1980  | 143.000 (2024) |
| Overijssel    | Zwolle           | 1991  | 140.000 (2016) |
| Utrecht       | Utrecht          | 1993  | 47.500 (2015)  |
| Zeeland       | Vlissingen       | 1992  | 45.000 (2015)  |
| Zuid-Holland  | Rotterdam        | 1993  | 35.000 (2015)  |
| Zuid-Holland  | Den Haag         | 2011  | 80.000 (2018)  |

## Ambassadeurs
| Jaar | Artiesten                                                            |
| ---- | -------------------------------------------------------------------- |
| 2025 | Antoon, RONDÉ, Hannah Mae*, Zoë Tauran                               |
| 2024 | Claude, Flemming, Son Mieux, Wende Snijders                          |
| 2023 | Tabitha, Froukje, MEAU                                               |
| 2022 | Donnie, Fresku, Duncan Laurence, Suzan & Freek                       |
| 2021 | Jonna Fraser, Tino Martin, Davina Michelle                           |
| 2020 | Afgelast vanwege de Coronapandemie                                   |
| 2019 | Kraantje Pappie, Maan, Sam Feldt                                     |
| 2018 | Ronnie Flex, Fedde le Grand, My Baby                                 |
| 2017 | De Jeugd van Tegenwoordig, De Staat                                  |
| 2016 | Nielson, Kovacs, Sunnery James & Ryan Marciano                       |
| 2015 | Caro Emerald, Dotan, Jett Rebel, MainStreet                          |
| 2014 | Kensington, Douwe Bob, Gers Pardoel                                  |
| 2013 | Chef'Special, Miss Montreal, Dio                                     |
| 2012 | Alain Clark, Nick & Simon, Go Back to the Zoo                        |
| 2011 | Moke, Waylon en The Opposites & The Partysquad                       |
| 2010 | Guus Meeuwis, The Boris & Wicked Jazz Experience en Junkie XL        |
| 2009 | Voicst, Ellen ten Damme & DJ Isis, Typhoon                           |
| 2008 | Ferry Corsten, Van Velzen, Pete Philly & Perquisite                  |
| 2007 | Racoon, Opgezwolle, Krezip                                           |
| 2006 | Lange Frans & Baas B, Brace, the Sheer                               |
| 2005 | Ali B, BEEF!, Thé Lau                                                |
| 2004 | She got game in Holland en Hind, De Vliegende Panters, Tasha's World |
| 2003 | DI-RECT, Within Temptation, Dolf Jansen                              |
| 2002 | Sita, Brainpower, New Cool Collective                                |
| 2001 | Kane, Trijntje Oosterhuis, Zuco 103                                  |
| 2000 | BLØF, Project 2000, The Social Life Movement feat. Postmen           |
| 1999 | Skik, Roméo, Acda en De Munnik                                       |
| 1998 | De Kast, Anouk                                                       |
| 1997 | Total Touch, Van Dik Hout                                            |
| 1996 | Marco Borsato                                                        |
| 1995 | De Dijk, 2 Unlimited                                                 |
| 1994 | Jazzpolitie, Ten Sharp                                               |
| 1993 | Janis Ian, The Brandos, Sjors Fröhlich                               |
| 1992 | Pia Douwes                                                           |
| 1991 | Hessel                                                               |

*Oorspronkelijk zou S10 ambassadeur van de vrijheid zijn maar zij moest vanwege familieomstandigheden afzeggen.

## Foto's

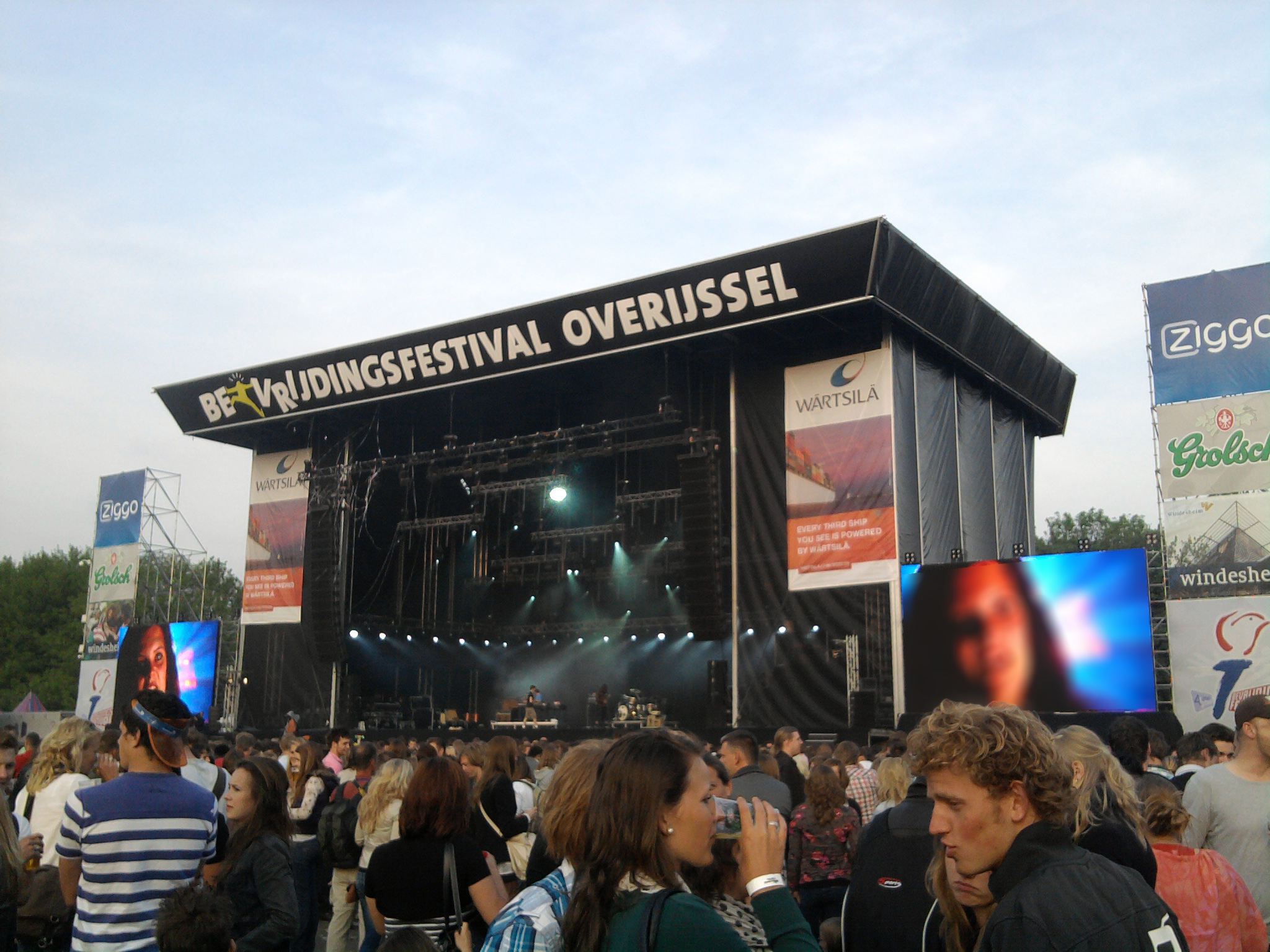
Bevrijdingsfestival Overijssel
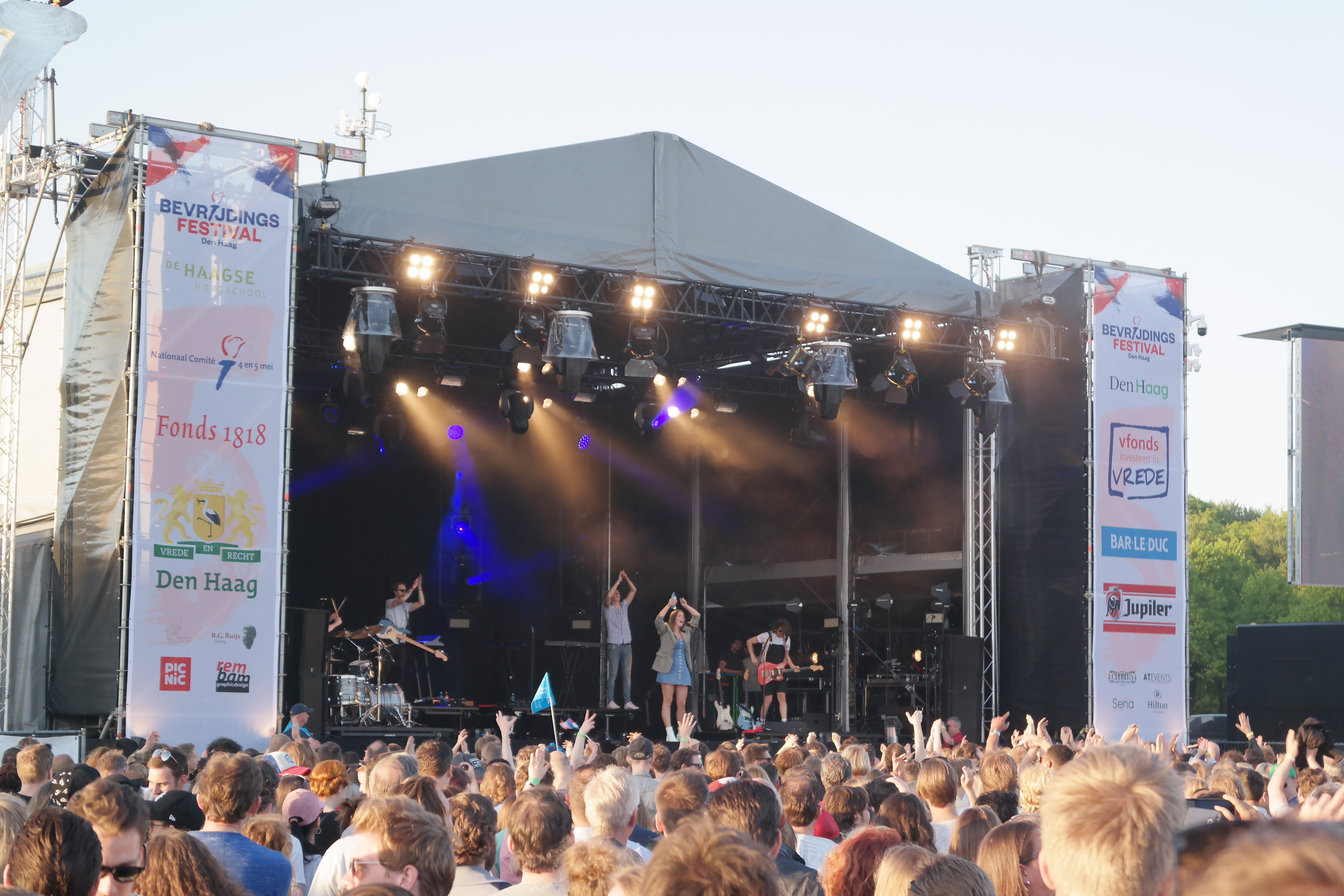
Bevrijdingsfestival Den Haag
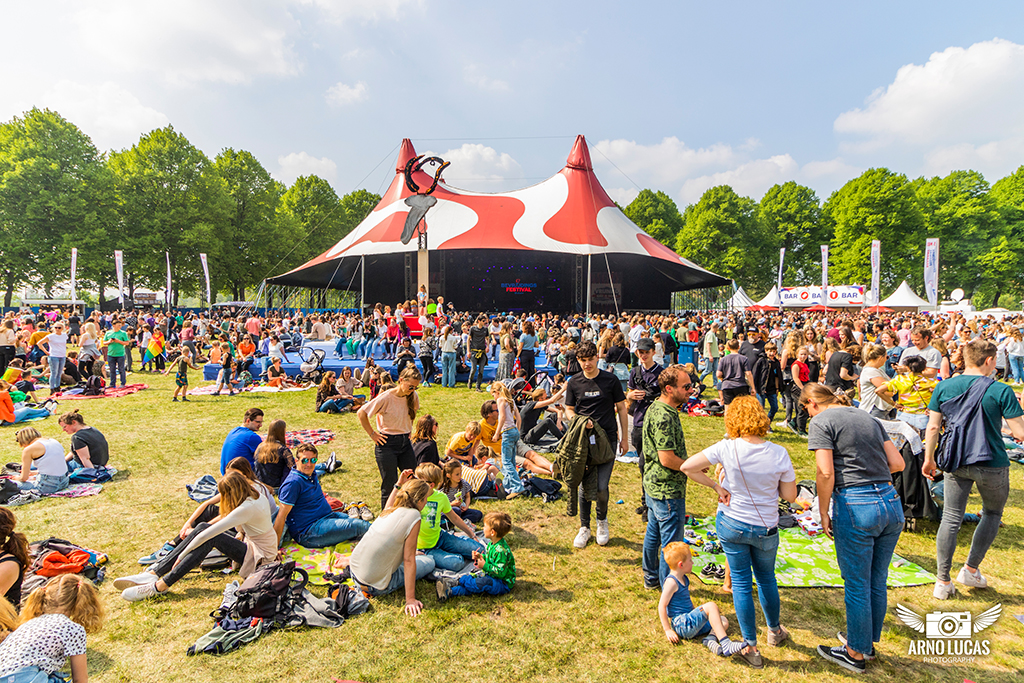
Bevrijdingsfestival Brabant (2022) in 's-Hertogenbosch
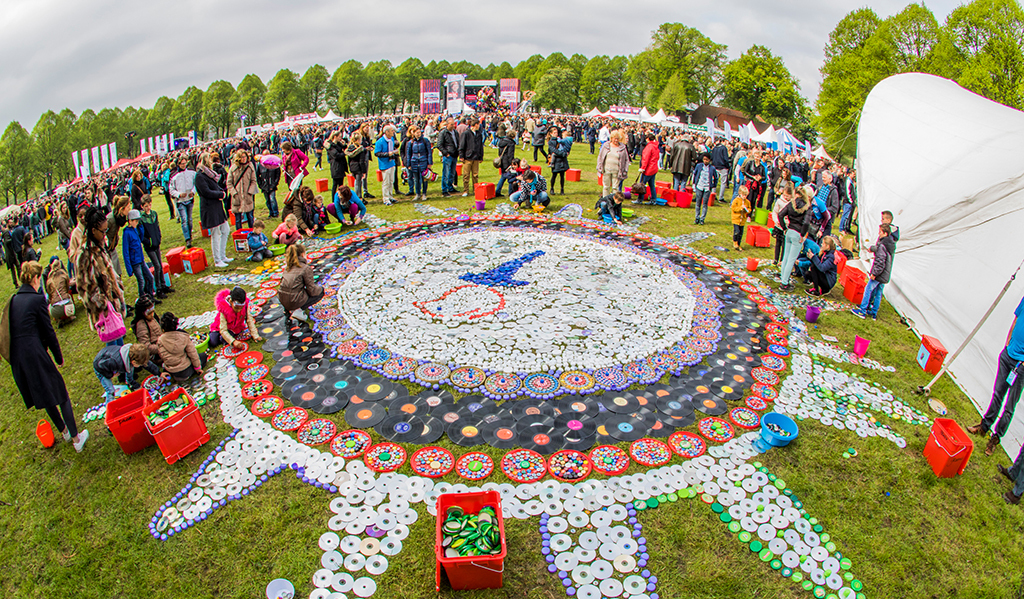
Bevrijdingsfestival Brabant (2018) in 's-Hertogenbosch
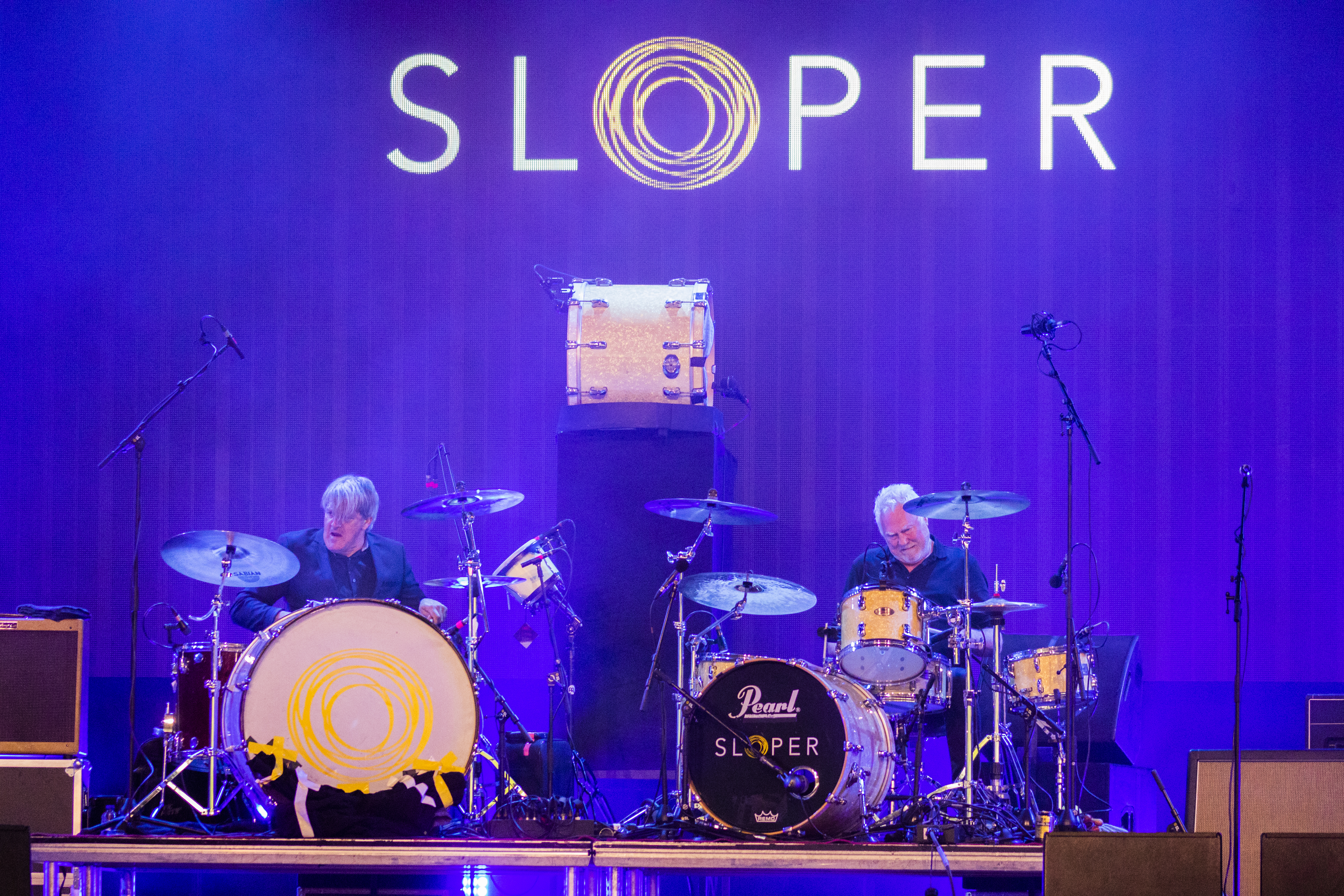
Sloper tijdens Bevrijdingsfestival Brabant (2022)
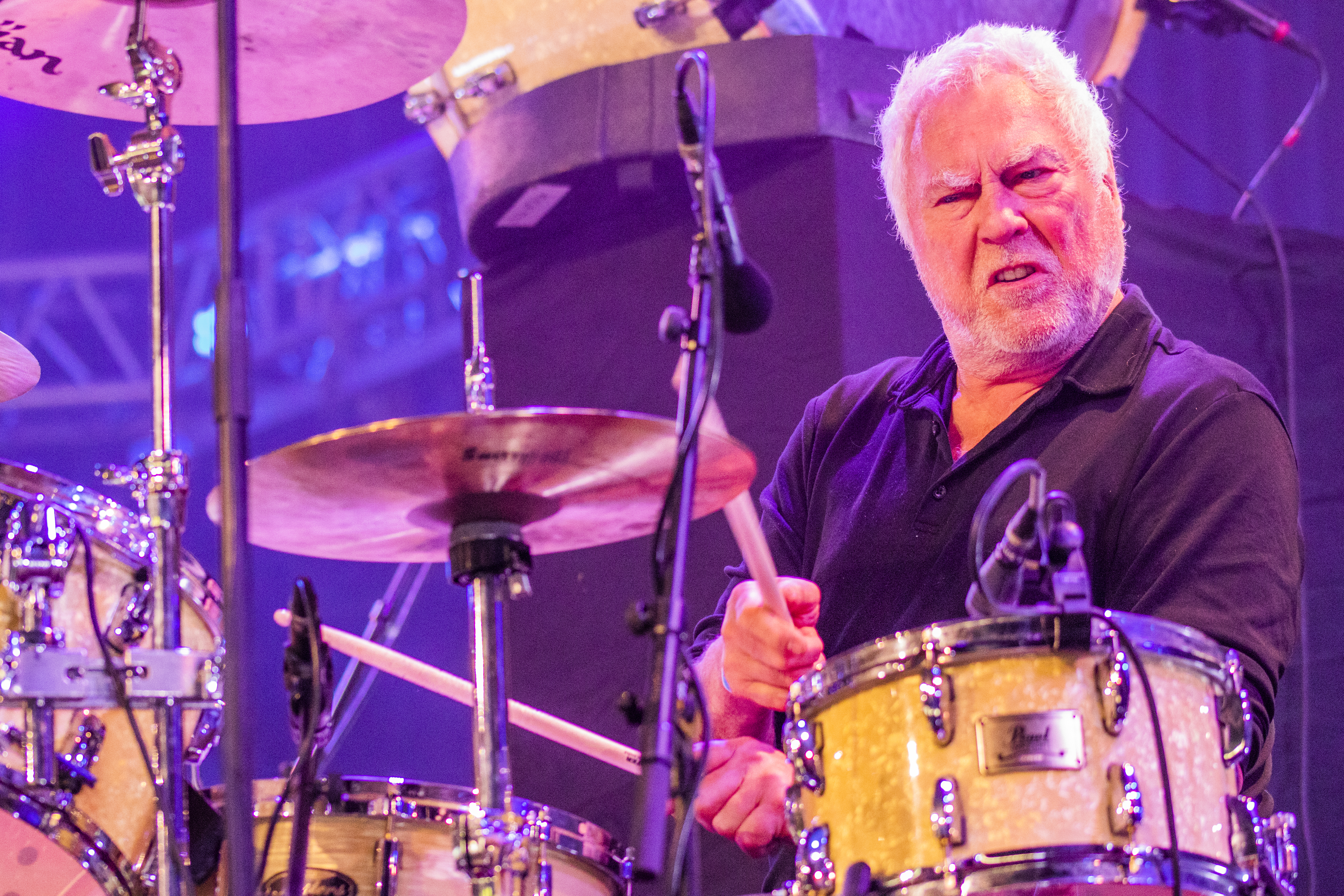
Sloper tijdens Bevrijdingsfestival Brabant (2022)
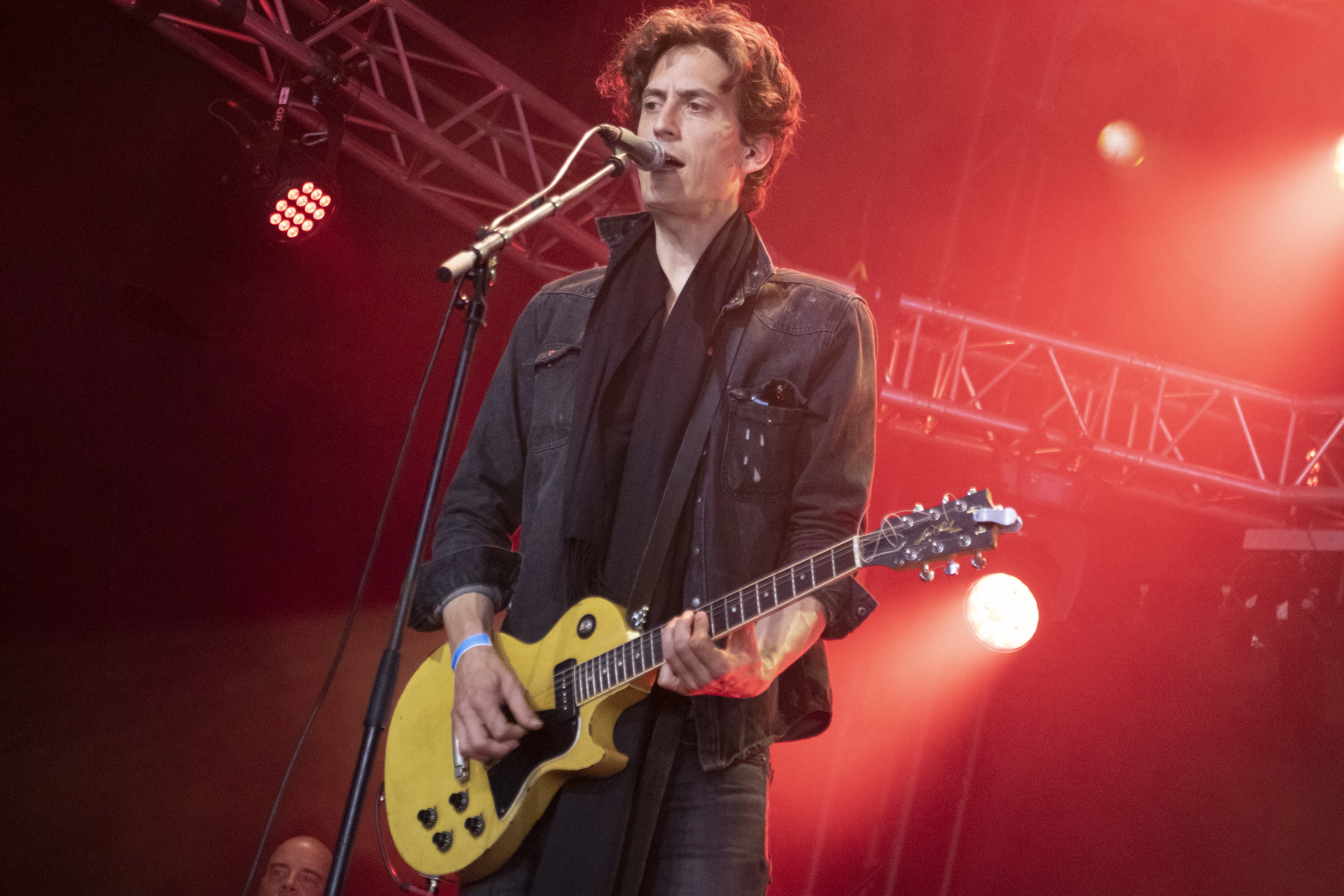
Sloper tijdens Bevrijdingsfestival Brabant (2022)
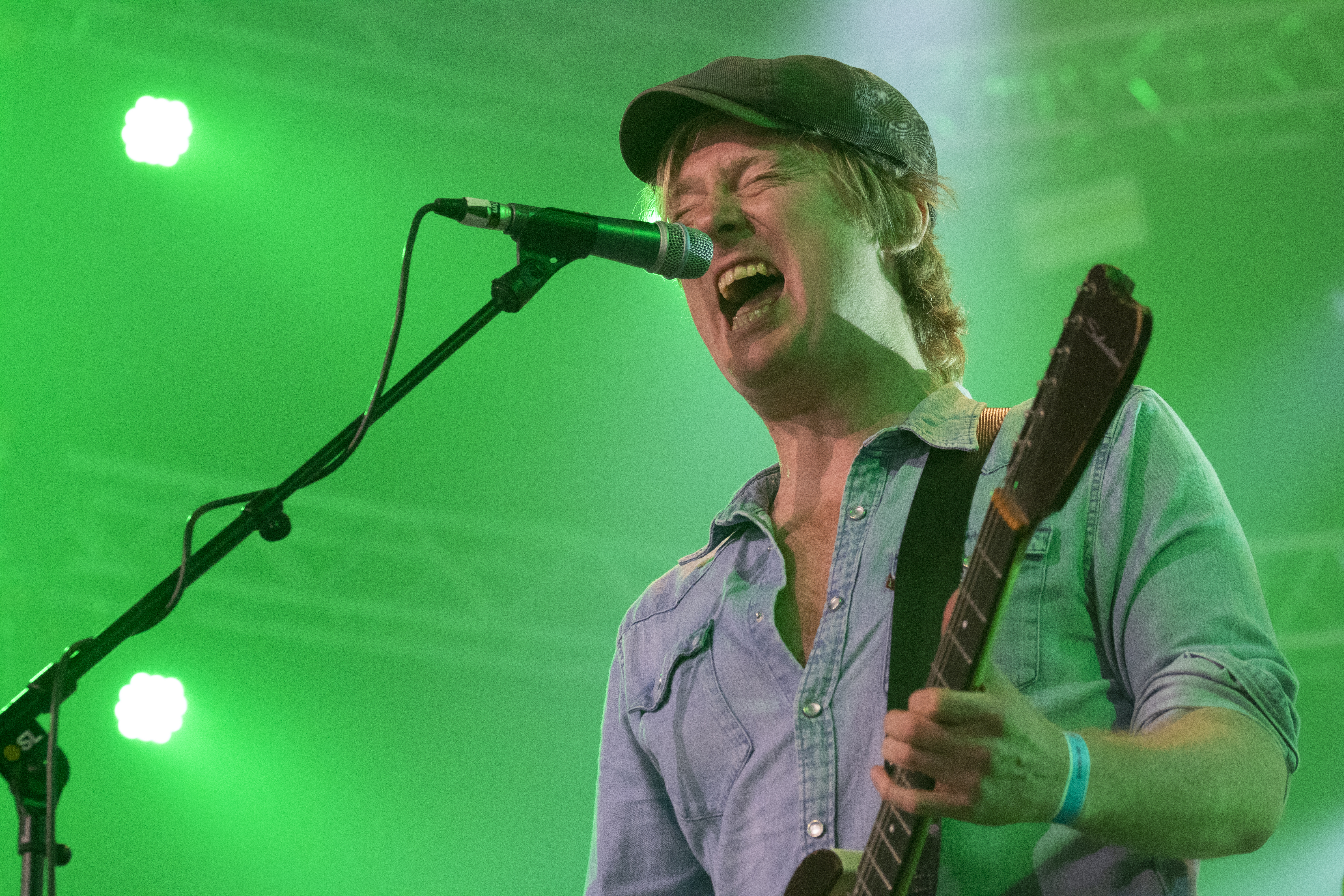
Sloper tijdens Bevrijdingsfestival Brabant (2022)
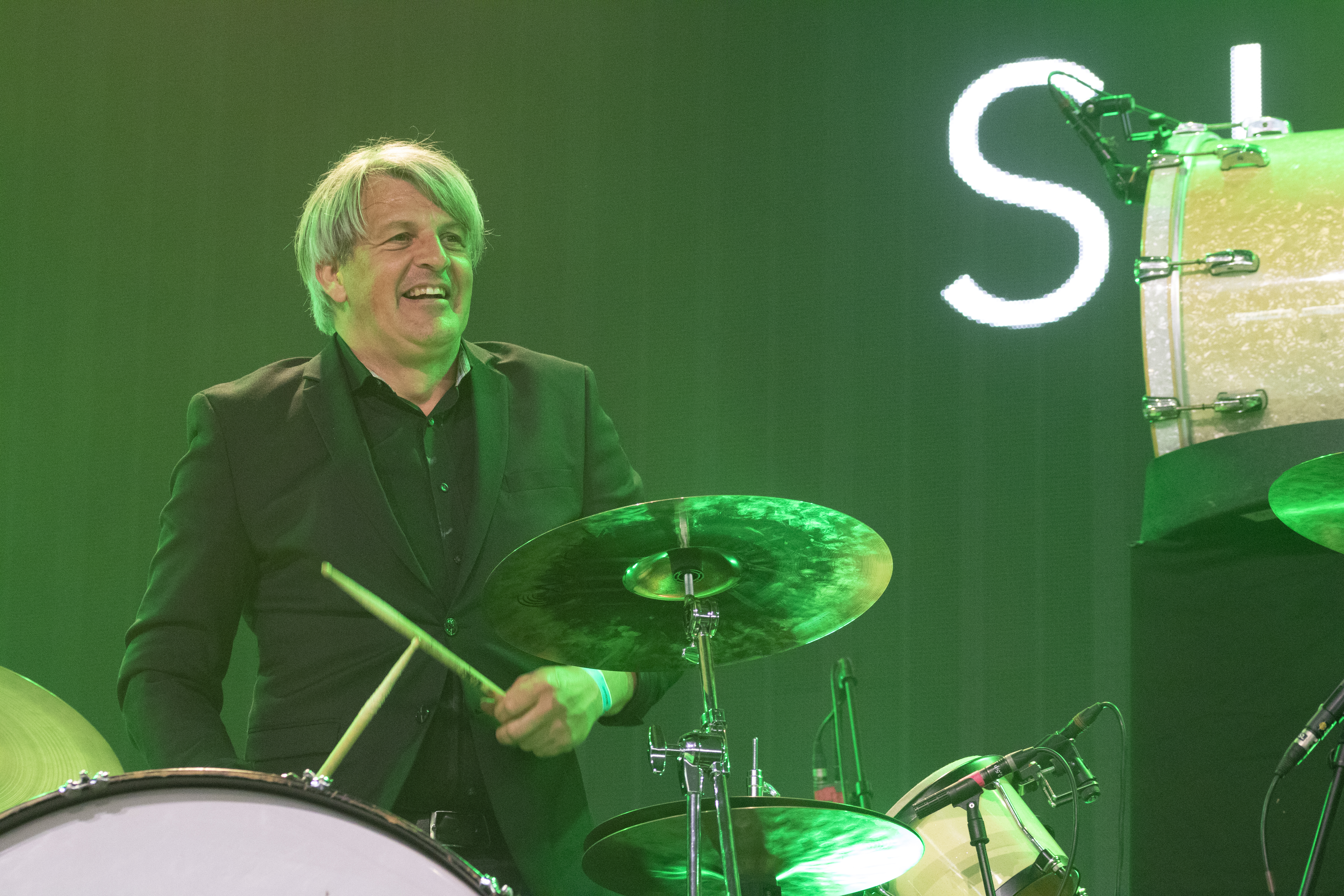
Sloper tijdens Bevrijdingsfestival Brabant (2022)